# Algol (estágio de foguete)

Um estágio Algol 1 aguardando a integração.

O Algol nas suas versões 1, 2 e 3, foi um estágio de foguete movido a combustível 
sólido, cujo desenvolvimento começou como um motor de teste para o míssil Polaris, mais tarde foi usado como primeiro estágio 
dos foguetes da família Scout.
Ele foi fabricado pela Chemical Systems Division (CSD), hoje incorporada pela United Technologies Corporation, e gerava de empuxo:
- 470,90 kN, no Algol 1
- 564,20 kN, no Algol 2
- 471,90 kN, no Algol 3